# (556004) 2014 HA200
(556004) 2014 HA200, também escrito como (556004) 2014 HA200, é um objeto transnetuniano que está localizado no disco disperso, uma região do Sistema Solar. Ele possui uma magnitude absoluta de 4,5 e tem um diâmetro estimado em torno de 554 km. O astrônomo Mike Brown lista este corpo celeste em sua página na internet como um candidato a possível planeta anão.

## Descoberta
(556004) 2014 HA200 foi descoberto no dia 29 de abril de 2014 pelo Pan-STARRS 1.

## Órbita
A órbita de (556004) 2014 HA200 tem uma excentricidade de 0,343 e possui um semieixo maior de 56,129 UA. O seu periélio leva o mesmo a uma distância de 36,901 UA em relação ao Sol e seu afélio a 75,358 UA.